# Lise London
Lise London (nombre de soltera: Élisabet Ricol) (Montceau-les-Mines, Borgoña, 15 de febrero de 1916-París, Francia, 31 de marzo de 2012) fue una activista de la resistencia francesa y superviviente de los campos de concentración nazis.
Hija de emigrantes españoles en Francia, obligados a abandonar las tierras de Aragón en que nacieron en busca de un porvenir mejor. A los quince años ya militaba en las Juventudes Comunistas francesas, y a los dieciocho comenzó a trabajar en el Komintern, en Moscú, donde conoció a Artur London. Desde entonces, sus itinerarios ya no se separaron. Ambos acuden en ayuda de la España republicana, participan en la Resistencia y conocen las cárceles y los campos de concentración nazis y, más tarde, la represión estalinista. 
Con el golpe de Estado fascista de 1936, Lise viaja al Estado español en calidad de secretaria de André Marty, para organizar las Brigadas Internacionales. En julio de 1938 regresa a París donde trabaja en La Voz de Madrid (órgano de expresión del exilio republicano en Francia) y posteriormente en el Centro de Documentación y Propaganda de la República española. Conoció y trabajó con Santiago Carrillo con el que forjó una gran amistad. 
Tras haber participado en las Brigadas Internacionales, Lise London luchó en la resistencia francesa hasta su detención en agosto de 1942, mientras tomaba la palabra en un mitin contra los ocupantes nazis.
Este acto de Resistencia valió a su autora una condena a trabajos forzados a perpetuidad y la deportación por los alemanes al campo de concentración de Ravensbrück. 
Roja primavera fue el primero de los dos volúmenes de memorias en que, con el título común de La madeja del tiempo, Lise London narró su vida, la de Artur London, el autor de La confesión (el libro que reveló al mundo los criminales engranajes de la maquinaria estalinista), y la de una generación que entregó su vida en aras de un ideal que, como Saturno, acabó en muchos casos devorando a sus hijos. El segundo volumen, Memoria de la Resistencia, recoge el período que va desde la derrota de la República hasta el regreso de los campos de concentración nazis. Jean Ferrat la citó en su canción "Le bilan", y Simone Signoret la representó en La confesión (1970), la película de Costa Gavras basada en las memorias de Artur London.